# Plássájávrátje (Arvidsjaurs socken, Lappland, 731599-166188)
Plássájávrátje är en sjö i Arvidsjaurs kommun i Lappland och ingår i Piteälvens huvudavrinningsområde. Sjön har en area på 0,108 kvadratkilometer och ligger 347,2 meter över havet.

## Delavrinningsområde
Plássájávrátje ingår i det delavrinningsområde (731485-166487) som SMHI kallar för Inloppet i Moskoselet. Medelhöjden är 349 meter över havet och ytan är 5,23 kvadratkilometer. Räknas de 67 avrinningsområdena uppströms in blir den ackumulerade arean 929,63 kvadratkilometer. Abmoälven som avvattnar avrinningsområdet har biflödesordning 2, vilket innebär att vattnet flödar genom totalt 2 vattendrag innan det når havet efter 150 kilometer. Avrinningsområdet består mestadels av skog (84 procent). Avrinningsområdet har 0,53 kvadratkilometer vattenytor vilket ger det en sjöprocent på 10,1 procent.